# Effiong Eyoh
Effiong Eyoh (sinh 12 tháng 7 năm 1996) là một tiền đạo bóng đá Nigeria thi đấu cho KF Laçi ở Kategoria Superiore.